# Pangea Pròxima
Pangea Pròxima, també anomenada Pangea Ultima, Neopangaea i Pangea II, és una possible configuració futura del supercontinent suggerida per Christopher Scotese, que podria formar-se d'aquí uns 200 milions d'anys, d'acord amb la teoria de la deriva continental.

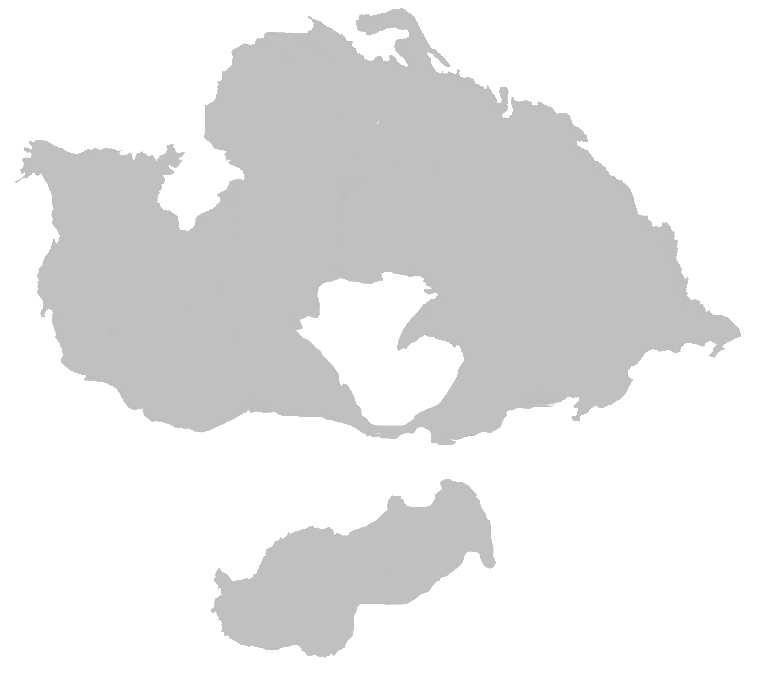
Una aproximació a Pangea Pròxima segons el primer model del lloc web del Projecte Paleomap

Aquesta configuració potencial, plantejada per Christopher Scotese el novembre de 1982, es va guanyar el seu nom per la seva similitud amb l'anterior supercontinent Pangea. Scotese més tard va canviar 'Pangea Ultima' per 'Pangea Proxima', per alleujar la confusió sobre el nom Pangea Ultima que podria implicar que seria l'últim supercontinent. El concepte es basava en l'examen dels cicles passats de formació i ruptura de supercontinents, no en la comprensió actual dels mecanismes del canvi tectònic, que són massa imprecís per projectar-se tan lluny en el futur.
Els supercontinents descriuen la fusió de tota, o gairebé tota, la massa terrestre de la Terra en un sol continent contigu. En l'escenari de 'Pangea Pròxima', la subducció a l'Atlàntic occidental, a l'est d'Amèrica, condueix a la subducció de la dorsal oceànica atlàntica seguida de la subducció que destrueix la conca Atlàntica i Índica, provocant el tancament de l'oceà Atlàntic i Índic, i acostant novament les Amèriques a Àfrica i Europa. Com amb la majoria dels supercontinents, l'interior de Pangea Proxima probablement es convertiria en un desert semiàrid propens a temperatures extremes.

## Formació
Segons la hipòtesi de 'Pangea Proxima', els oceans Atlàntic i Índic continuaran ampliant-se fins que noves zones de subducció tornin a reunir els continents, formant una futura Pangea. Es preveu que la majoria dels continents i microcontinents xocaran amb Euràsia, tal com ho van fer quan la majoria dels continents van xocar amb Laurència.
D'aquí a uns 50 milions d'anys, es preveu que Amèrica del Nord es desplaçarà cap a l'oest i Euràsia es desplaçaria cap a l'est, i possiblement fins i tot cap al sud, apropant Gran Bretanya al pol Nord i Sibèria cap al sud cap a latituds càlides i subtropicals. Es preveu que Àfrica xocarà amb Europa i Aràbia, tancant el Mar Mediterrània, tancant així completament l'Oceà de Tetis, o Neotetis, i el mar Roig. Una llarga serralada (la serralada mediterrània) s'estendria llavors des d'Ibèria, pel sud d'Europa i cap a Àsia. Fins i tot es preveu que alguns tinguin cims més alts que l'Everest. De la mateixa manera, es preveu que Austràlia s'enredirà més enllà de la porta del sud-est asiàtica, provocant que les illes es comprimeixin terra endins, formant una altra cadena muntanyosa potencial. Mentrestant, es preveu que el sud i la Baixa Califòrnia ja hagin xocat amb Alaska amb noves cadenes muntanyoses formades entre elles.
D'aquí a uns 125 milions d'anys, es preveu que l'oceà Atlàntic deixi d'eixamplar-se i comenci a reduir-se perquè la dorsal atlàntica mitjana s'haurà subduït. En aquest escenari, una dorsal oceànica entre Amèrica del Sud i Àfrica probablement serà subduïda primer. Es preveu que l'oceà Atlàntic s'hagi reduït com a resultat de la subducció sota les Amèriques. També es preveu que l'oceà Índic sigui més petit a causa de la subducció cap al nord de l'escorça oceànica a la fosa de l'Índia central. S'espera que l'Antàrtida es divideixi en dos i es desplaci cap al nord, xocant amb Madagascar i Austràlia, tancant una resta de l'oceà Índic, que Scotese anomena "Mar Medi-Pangeu".
Quan l'última dorsal de l'Atlàntic mitjà és subduïda sota les Amèriques, es preveu que l'oceà Atlàntic es tanqui ràpidament.
D'aquí a un futur de 250 milions d'anys, es preveu que l'Atlàntic s'hagi tancat, i només queden petits vestigis de l'antic oceà. Es preveu que Amèrica del Nord hagi xocat amb Àfrica, però estigui en una posició més al sud que on es va separar durant el Mesozoic. Es preveu que Amèrica del Sud s'embolicarà al voltant de l'extrem sud d'Àfrica i l'Antàrtida, tancant completament el mar Medi-Pangeu, que es converteix en un mar interior supertòxic que comença a enverinar els oceans, les terres i l'atmosfera circumdants, donant lloc al següent gran esdeveniment d'extinció. El supercontinent està envoltat per un oceà global, l'oceà propantalàssic, que significa "futur" oceà pantalàssic, i que envolta la meitat de la Terra. S'espera que la Terra tingui un clima d'hivernacle amb una temperatura global mitjana de 28 °C (82 °F).

## Models
Hi ha dos models per a la formació de 'Pangea Proxima': un model primerenc i el model actual. Els dos models es diferencien per on es situen Austràlia, l'Antàrtida i Chukotka:
El primer model, creat el 1982 i mostrat al lloc web del 'Projecte Paleomap', situa Austràlia i l'Antàrtida connectades entre si com una massa terrestre separada a 'Pangea Pròxima', a prop del pol sud, i Chukotka romanent amb Euràsia.
El model actual, creat l'any 2001 i mostrat al canal de YouTube de Christopher Scotese, manté Austràlia unida a la Xina, l'Antàrtida Oriental unida a Amèrica del Sud i l'Antàrtida Occidental unida a Austràlia, amb Chukotka unida a Amèrica del Nord. Aquesta seria la placa nord-americana.

## Altres supercontinents suggerits
El paleogeòleg Ronald Blakey ha descrit els propers 15 a 85 milions d'anys de desenvolupament tectònic com a bastant establerts i previsibles, sense formació de supercontinents. Més enllà d'això, adverteix que el registre geològic està ple de canvis inesperats en l'activitat tectònica que fan que les projeccions posteriors siguin "molt, molt especulatives". A més de 'Pangea Pròxima', altres dos hipotètics supercontinents, "Amàsia" i "Novopangea", es van presentar en un article de New Scientist d'octubre de 2007. En temps més recents s'ha suggerit un altre supercontinent, Aurica.
En les darreres investigacions, els científics van descobrir que la Terra està experimentant certs canvis inimaginables. El món podria desenvolupar un nou "supercontinent" en un termini de 200 a 300 milions d'anys, ja que es veu que l'oceà Pacífic s'està reduint i tancant. Segons un informe Complex, investigadors de la Universitat de Curtin a Austràlia i de la Universitat de Pequín a la Xina van predir que l'eventual desaparició de l'oceà Pacífic donaria lloc a una reconfiguració geològica del planeta.
L'estudi, que s'ha publicat a la National Science Review, posa l'accent en com l'oceà més antic i més gran del món va començar a reduir-se en l'època dels dinosaures i encara perd uns quants mil·límetres cada any. Aquest procés, juntament amb el desplaçament de les plaques tectòniques, donarà lloc a la construcció del supercontinent "Amàsia".